# (73856) 1996 WF
(73856) 1996 WF – planetoida z pasa głównego asteroid okrążająca Słońce w ciągu 3,26 lat w średniej odległości 2,2 j.a. Odkryta 16 listopada 1996 roku.